# خودروی همه‌جارو

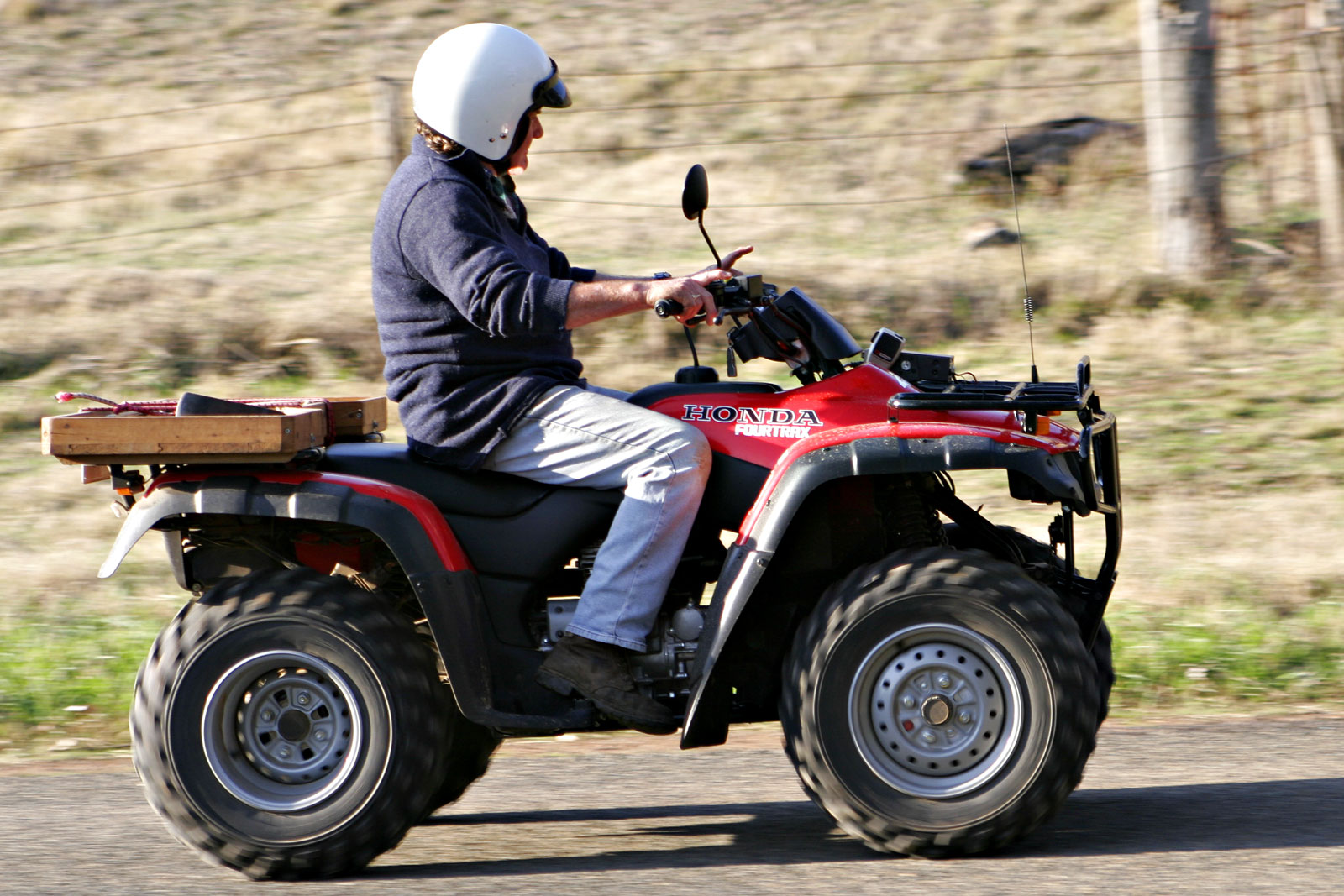
این خودرو در استرالیا، نیوزلند، آفریقای جنوبی، پادشاهی متحده و بخش‌هایی از کانادا و ایالات متحده، عموماً به چهارچرخه مشهور است. این خودرو به علت سرعت بالا و رد پای ناچیز، در زمینهای کشاورزی مورد استفاده قرار می‌گیرد.

خودرو همه‌جارو یا ای‌تی‌وی (به انگلیسی: All-Terrain Vehicle - ATV) که به‌طور غیررسمی به موتور چهارچرخه نیز معروف است، از نظر مؤسسه ملی استاندارد آمریکا به عنوان خودرویی تعریف می‌شود که بر روی تایرهای کم فشار حرکت می‌کند و دارای یک صندلی برای نشستن راننده و فرمان آن از نوع فرمان دوچرخه‌است. همان‌طور که از نامش پیداست، این نوع خودرو، بیش از دیگر خودروها قابلیت حرکت در انواع زمین‌ها را دارد. همچنین از این خودرو در برخی کشورها به عنوان خودروی مجاز به خیابانروی مورد استفاده قرار می‌گیرد. با این حال این خودرو در بیشتر ایالات و استان‌های استرالیا، ایالات متحده و کانادا، مجاز خیابان روی نیست. طبق تعریف مؤسسه ملی استاندارد آمریکا، گمان می‌رود این گونه از خودروها در آینده، دو سرنشینه شود (به‌صورت پشت سر هم).
این نوع خودرو همانند موتورسیکلت عمل می‌کند و تفاوت آن با موتورسیکلت این است که به علت چرخ‌های بیشتر، اِی‌تی‌وی دارای سرعت کمتر و پایداری بیشتر است.

## تولیدکنندگان اصلی
- آرکتیک کت
- بمباردیه
- هوندا
- جینن کینگکی
- کاوازاکی
- کی‌تی‌ام
- پولاریس
- سوزوکی
- یاماها